# Nannastacus johnstoni
Nannastacus johnstoni är en kräftdjursart som beskrevs av Hale 1945. Nannastacus johnstoni ingår i släktet Nannastacus och familjen Nannastacidae. Inga underarter finns listade i Catalogue of Life.